# Henry Thétard
Henry Thétard (Tours, 28 octobre 1884 - Saint-Germain-en-Laye, 9 août 1968) est un journaliste, dompteur et historien du cirque français.

## Biographie
Il effectua sa carrière de journaliste de presse écrite au Petit Parisien.
Il fut dompteur de fauves et directeur d'un zoo temporaire pour l'Exposition coloniale de 1931, dont le succès encourage la création du parc zoologique de Paris au bois de Vincennes. 
Henry Thétard fonda le Club du cirque en 1949.

## Écrits

### Ouvrages
- Henry Thétard, Les Dompteurs ou la Ménagerie des origines à nos jours, Gallimard, Paris, 1928.
- Henry Thétard, Coulisses et secrets du Cirque, Plon, Paris, 1934.
- Henry Thétard, La merveilleuse histoire du Cirque (en 2 volumes), Éditions Prisma, Paris, 1947.  (L'édition originale est accompagnée d'un 3e volume sur Les Fratellini.)
- Henry Thétard, Des hommes, des bêtes : Le zoo de Lyautey, Paris, La Table Ronde, 1947.

### Articles
- Henry Thétard, "Quels sont les animaux les plus dangereux à dresser ?", l'Illustration, n°5249, 16 octobre 1943.
- Henry Thétard, "Arthur Rimbaud et le cirque", la Revue des deux Mondes, 1er décembre 1948.
- Henry Thétard, "La psychologie animale et les dresseurs", la Revue des Deux Mondes, 1er août 1948.
- Henry Thétard, "L'art secret du dresseur d'animaux", la Revue des Deux Mondes, 1er août 1949.
- Henry Thétard, "Jardins zoologiques d'hier et d'aujourd'hui", la Revue des Deux Mondes, 1er avril 1949.
- Henry Thétard, "Démêlés avec les fauves", la Revue des Deux Mondes, 15 août 1950.
- Henry Thétard, "Quelques bêtes qui m'ont connu", la Revue des Deux Mondes, 15 mars 1950.
- Henry Thétard, "Une dynastie de belluaires", la Revue des Deux Mondes, 15 décembre 1950.
- Henry Thétard, "Les reines des fauves", la Revue des Deux Mondes, 15 mars 1951.
- Henry Thétard, "Le cirque : Son public - Ses spectacles - Ses acteurs", la Revue des Deux Mondes, 15 décembre 1952.
- Henry Thétard, "Le tigre Bengali", la Revue des Deux Mondes, 1er mars 1952.
- Henry Thétard, "Jardins animés de Néerlande", la Revue des Deux Mondes, 1er octobre 1953.
- Henry Thétard, "Le Zolli, eden bâlois", la Revue des Deux Mondes, 15 décembre 1954.
- Henry Thétard, "Colette et les fauves", la Revue des Deux Mondes, 1er septembre 1954.
- Henry Thétard, "Le jardin zoologique de Zurich", la Revue des Deux Mondes, 15 mars 1955.